# Teodoro Estudita
Teodoro Estudita (em grego: Θεόδωρος ο Στουδίτης), também chamado de Teodoro de Estúdio, foi um monge bizantino e abade do Mosteiro de Estúdio em Constantinopla. Nascido  em 759 na cidade de Constantinopla, então capital do Império Bizantino, Teodoro teve um papel preponderante no renascimento tanto do monasticismo bizantino quanto dos gêneros literários clássicos no Império. Além disso, ficou conhecido como um feroz adversário do Iconoclasma, um dos diversos conflitos que o colocaram contra o imperador e o patriarca de Constantinopla.

## Vida

### Família e infância
Teodoro nasceu em Constantinopla em 759, o primogênito de Fotino, um importante oficial de finanças na burocracia palaciana da capital imperial,, e Teoctista, filha de uma distinta família constantinopolitana. O irmão de Teoctista e tio de Teodoro, Platão, era também um oficial de alta patente na burocracia financeira do palácio. A família, portanto, controlava uma parte significativa, senão toda, a administração financeira do império durante o reinado do imperador Constantino V Coprônimo (r. 741–775). Teodoro tinha dois jovens irmãos (José, que depois se tornou o arcebispo de Tessalônica, e Eutímio) e uma irmã, cujo nome é desconhecido..
Geralmente se assume que a família de Teodoro pertencia ao partido iconódulo durante o primeiro período do Iconoclasma. Não há, porém, evidências que suportem este ponto de vista e as altas posições mantidas pelos membros da família na burocracia imperial da época tornaria qualquer apoio aos iconódulos altamente improvável. Além disso, quando Platão deixou o cargo e se dedicou ao sacerdócio em 759, ele foi ordenado por um abade que, se não era um iconoclasta ativo, pelo menos não ofereceu resistência às políticas iconoclastas de Constantino V. A família como um todo era, muito provavelmente, indiferente à questão dos ícones durante este período.
De acordo com a literatura hagiográfica posterior, Teodoro recebeu uma educação à altura do status de sua família e, dos sete anos em diante, ele foi instruído por um tutor particular, eventualmente se concentrando principalmente em teologia. Não é claro, porém, que estas oportunidades estariam disponíveis mesmo para as famílias mais ricas de Constantinopla no século VIII e, por isso, é provável que Teodoro seja, ao menos em parte, um auto-didata.

### Primeiros anos da carreira monástica

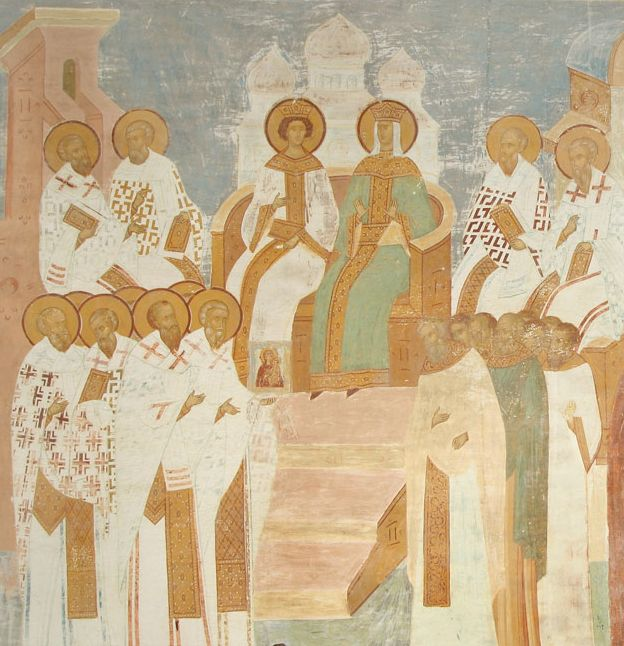
A imperatriz Irene e seu filho, Constantino VI, no Segundo Concílio de Niceia, que encerrou a primeira onda do Iconoclasma.
Afresco de Dionísio, no Mosteiro de Ferapontov, no Oblast de Vologda, na Rússia.

Depois da morte do imperador Leão IV, o Cazar, em 780, o tio de Teodoro, Platão, que vivia como um monge no Mosteiro de Símbola, na Bitínia, desde 759, visitou Constantinopla e persuadiu a família toda de sua irmã Teoctista a também tomar os votos monásticos. Teodoro, seu pai e seus irmãos viajaram para a Bitínia com Platão em 781, onde eles começaram a transformar a propriedade da família numa instituição religiosa, que se tornou conhecida como Mosteiro de Sacúdio. Platão se tornou o abade da nova instituição e Teodoro era seu "braço direito". Os dois modelaram as regras de acordo com a obra de Basílio de Cesareia.
Durante o período da regência da imperatriz Irene, o abade Platão reapareceu como um aliado do patriarca Tarásio e como um membro do partido iconódulo do patriarca no Segundo Concílio de Niceia, onde a veneração dos ícones foi declarada ortodoxa. Logo depois, o próprio Tarásio ordenou Teodoro um padre. Em 794, Teodoro se tornou o abade de Sacúdio, quando seu tio se retirou da operação diária do mosteiro e se dedicou ao silêncio.

### Conflito com Constantino VI
Também em 794, o imperador Constantino VI decidiu se separar de sua primeira esposa, Maria de Âmnia, para se casar com Teódota, uma das cubiculárias (dama de companhia) de Maria e prima de Teodoro Estudita. Ainda que o patriarca possa ter inicialmente resistido ao movimento, pois o divórcio sem prova de adultério por parte da esposa poderia ser considerado como ilegal, ele no final acabou cedendo. O casamento entre Constantino e Teódota foi celebrado em 795, não pelo patriarca como seria de se esperar, mas por um tal José, um padre de Santa Sofia.
Uma sequência de eventos algo obscura se seguiu (a chamada "controvérsia moequiana", do em grego:  μοιχός - moichos, "adúltero"), na qual Teodoro iniciou um protesto contra o casamento a partir do Mosteiro de Sacúdio e parece ter exigido a excomunhão não apenas do padre José, mas também de todos os receberam a comunhão dele, algo que, por José ser um padre da igreja imperial, implicitamente levava à excomunhão do imperador e sua corte. Esta exigência não tinha nenhum valor oficial, porém, e Constantino parece ter tentando se reconciliar com Teodoro e Platão (que agora eram parentes por causa do casamento), convidando-os a visitá-lo durante um passeio nos banhos imperiais em Prusa, na Bitínia. Nenhum deles, no entanto, compareceu ao evento.
Como resultado, tropas imperiais foram enviadas para Sacúdio e a comunidade foi dispersada. Teodoro foi açoitado e, juntamente com dez outros monges, banido para a Tessalônica, enquanto que Platão foi preso na capital. Os monges chegaram no seu novo destino em março de 797, mas não ficariam por muito tempo. Em agosto do mesmo ano, Constantino VI foi derrubado e cegado, e sua mãe, a nova imperatriz Irene, reverteu o exílio.

### Abade dos Estuditas

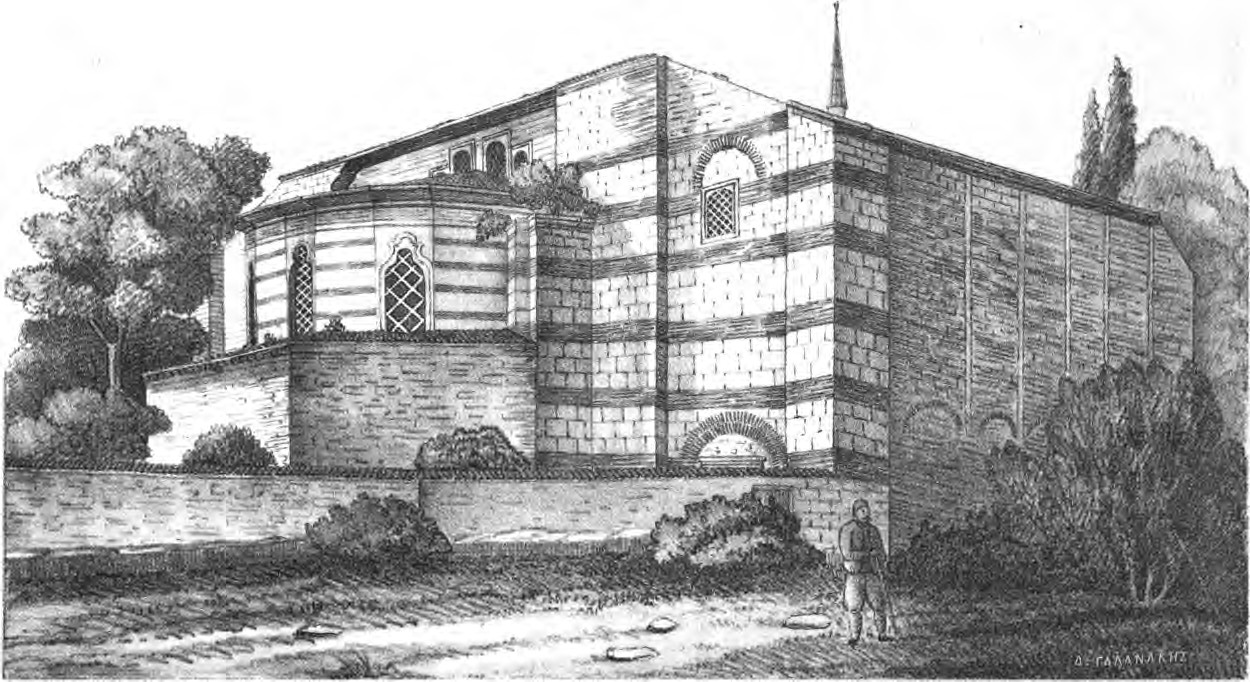
Mosteiro de Estúdio
Gravura de 1877.

Após a ascensão de Irene, o padre José foi expulso e Teodoro foi recebido no palácio imperial. Os monges retornaram para o Mosteiro de Sacúdio, mas foram forçados de volta para a capital entre 797 e 798 por causa de uma invasão árabe na Bitínia. Nesta época, Irene ofereceu a Teodoro a liderança do antigo Mosteiro de Estúdio em Constantinopla, que ele prontamente aceitou. Teodoro então iniciou um programa de construção de diversas oficinas no mosteiro para garantir sua independência, construindo também uma biblioteca e um scriptorium, além de restaurar e redecorar a igreja. Ele compôs uma série de poemas sobre os deveres dos vários membros da comunidade, que provavelmente estavam inscritos e expostos por todo o mosteiro. Ele também compôs a regra para governar o mosteiro e transformou a comunidade de Estúdio num centro de uma extensa rede de mosteiros dependentes, incluindo Sacúdio. Ele mantinha contato com estes outros mosteiros sobretudo através de sua prodigiosa produção literária (cartas e catecismos), que chegaram ao auge neste período, e pelo desenvolvimento de um sistema de mensageiros que era tão elaborado que parecia um serviço postal privado.
A este período também podem ser atribuídos os epigramas iconófilos, acrósticos iâmbicos, compostos por Teodoro para substituírem os "epigramas iconoclastas" que estavam previamente expostos no Portão Chalke do Grande Palácio de Constantinopla. Já foi sugerido que eles teriam sido encomendados por Irene como outro sinal de suas boas graças para com Teodoro, embora uma comissão sob Miguel I também possa ter sido o patrono. De toda forma, eles foram removidos em 815 por Leão V, o Armênio, e novamente substituídos por versos iconoclastas.
Em 806, o patriarca Tarásio morreu e o imperador Nicéforo I, o Logóteta começou a buscar um substituto. Parece provável que Platão tenha colocado o nome de Teodoro como uma possibilidade, mas Nicéforo I (não o imperador), um leigo com o estatuto de asecreta na burocracia imperial, foi o escolhido. Esta escolha provocou imediatos protestos por parte dos "estuditas" (monges de Estúdio) e, principalmente, de Teodoro e Platão, que eram contra a elevação de um leigo ao trono patriarcal. Ambos foram presos por 24 dias por ordem do imperador Nicéforo.

### Conflito com Nicéforo
O imperador Nicéforo logo pediu ao seu novo patriarca que reabilitasse o padre José, que oficiara o casamento de Constantino e Teódota, possivelmente pela intervenção de José na resolução pacífica na revolta de Vardanes, o Turco. Em 806, o patriarca Nicéforo reuniu um sínodo para julgar o caso e Teodoro estava presente. O grupo decidiu readmitir José como sacerdote, uma decisão que Teodoro não objetou na época.
Portanto, as relações entre o abade estudita e o patriarca parecem ter sido inicialmente pacíficas, uma percepção reforçada pela escolha, em 806-807, do irmão de Teodoro, José, como arcebispo de Tessalônica. Contudo, logo após a sua ordenação em 808, Teodoro começou a expressar publicamente a sua indisposição de se associar com o reabilitado padre José e com todos os que também se associavam com ele, pois ele considerava a sua reabilitação não canônica. Como na primeira disputa sobre o padre José, esta recusa implicitamente implicava na recusa de Teodoro de se envolver com o imperador e com o patriarca de Constantinopla.
No início de 808, Teodoro se ofereceu, numa série de cartas, para explicar o seu ponto de vista para o imperador e, se fosse o caso, para realizar a habitual prosquínese aos seus pés, o que Nicéforo recusou, preferindo partir para as campanhas militares do verão. No inverno do mesmo ano, o irmão de Teodoro, José de Tessalônica, o visitou em Constantinopla, mas se recusou a comparecer à missa de Natal em Santa Sofia, que tinha a presença do imperador, do patriarca e de José. Como resultado, ele foi deposto de seu arcebispado. Por volta da mesma época, uma pequena divisão militar foi enviada para o Mosteiro de Estúdio para prender Teodoro, José de Tessalônica, que se refugiara ali, e Platão. Um sínodo foi realizado em janeiro de 809, no qual Teodoro e seus seguidores foram anatemizados como cismáticos. Os três foram, por isso, banidos para as Ilhas dos Príncipes: Teodoro para Calce, José para Prote e Platão para Oxeia.

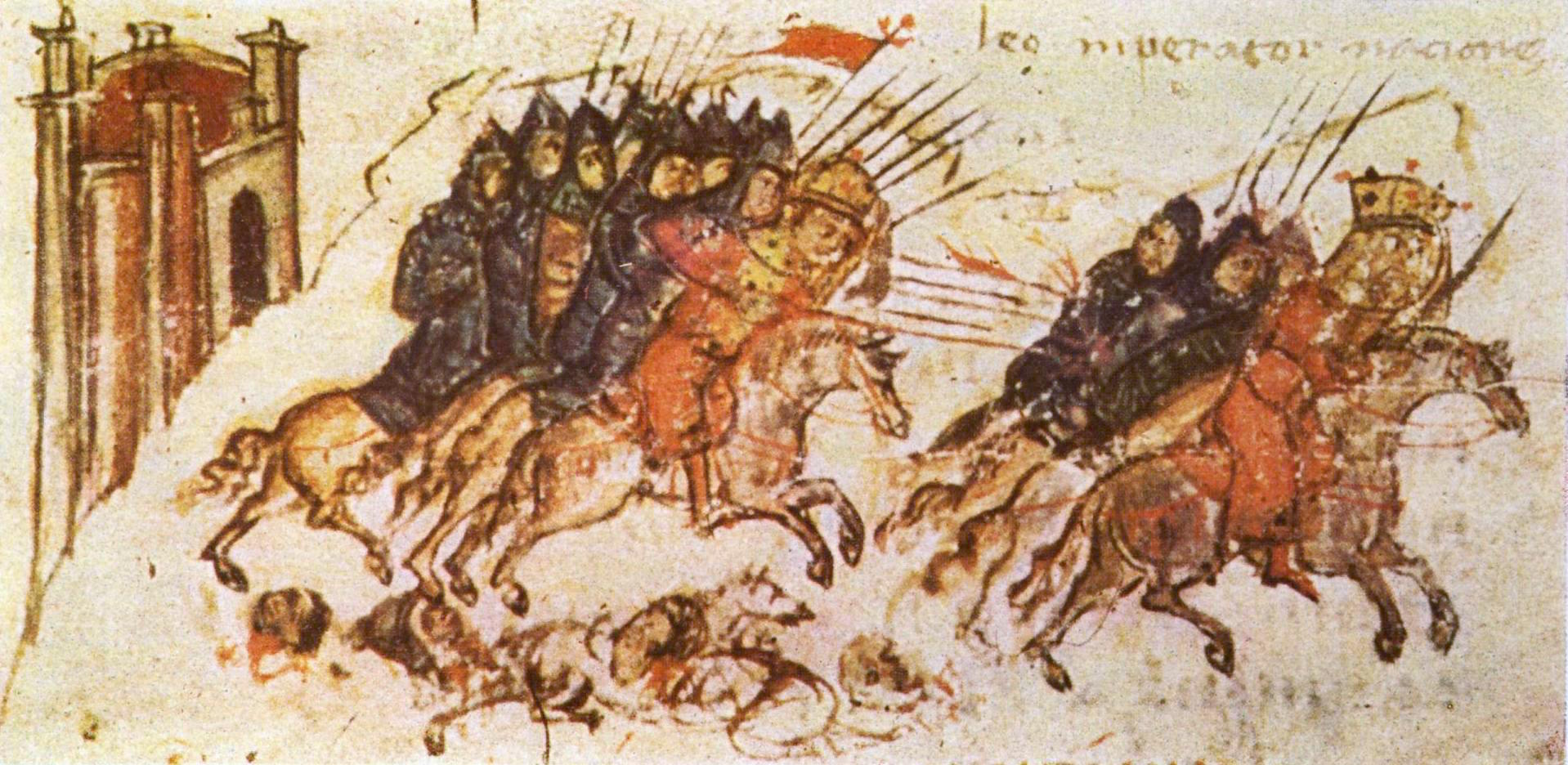
A derrota de na Batalha de Versinícias (813) nas mãos do cã Crum da Bulgária.
Iluminura na crônica de Constantino Manasses, do século XIV.

Em 811, o novo imperador Miguel I chamou de volta os estuditas. O padre José foi novamente expulso e Teodoro se reconciliou, pelo menos superficialmente, com o patriarca Nicéforo. Teodoro manteve uma intensiva atividade literária no exílio, escrevendo diversas cartas para vários correspondentes, incluindo seu irmão, vários monges estuditas, membros influentes da família e até mesmo para o papa Leão III. Ele também continuou a compor os catecismos para a congregação estudita e numerosos poemas.

### Reabilitação sob Miguel I
Há, porém, indicações de que uma certa rivalidade entre os dois persistiu. Em 812, Miguel I resolveu perseguir alguns heréticos na Frígia e na Licaônia, os paulicianos e os atínganos (athinganoi), por vezes identificados com os Rom (ciganos). Teodoro e Nicéforo foram convocados pelo imperador para debater a legalidade de se punir a heresia com a morte, com Teodoro argumentando contra e Nicéforo, a favor. Teodoro venceu.
Outra situação de atrito estava relacionada com o tratado de paz proposto pelo cã Crum da Bulgária, também em 812, pelo qual os estados bizantinos e búlgaros iriam trocar refugiados. É provável que o cã estivesse atrás de certos búlgaros que o tinham traído para os bizantinos. Desta vez, Teodoro argumentou contra a troca, pois ela iria requerer que cristãos fossem abandonados aos bárbaros, enquanto que Nicéforo implorou ao imperador para que aceitasse o tratado. Uma vez mais a opinião de Teodoro prevaleceu, embora desta vez com consequências mais sérias. Crum atacou e tomou Mesembria em novembro do mesmo ano. No ano seguinte, Miguel liderou uma campanha contra os invasores que terminou em derrota e, como resultado, ele abdicou do trono em julho, abrindo caminho para Leão V, o Armênio ser coroado imperador.
Em 4 de abril de 814, o tio de Teodoro, Platão, morreu no Mosteiro de Estúdio após uma longa doença. Teodoro compôs uma extensa oração funerária, conhecida como Laudatio Platonis, que é até hoje uma das mais importantes fontes históricas sobre a família deles.

### O segundo Iconoclasma

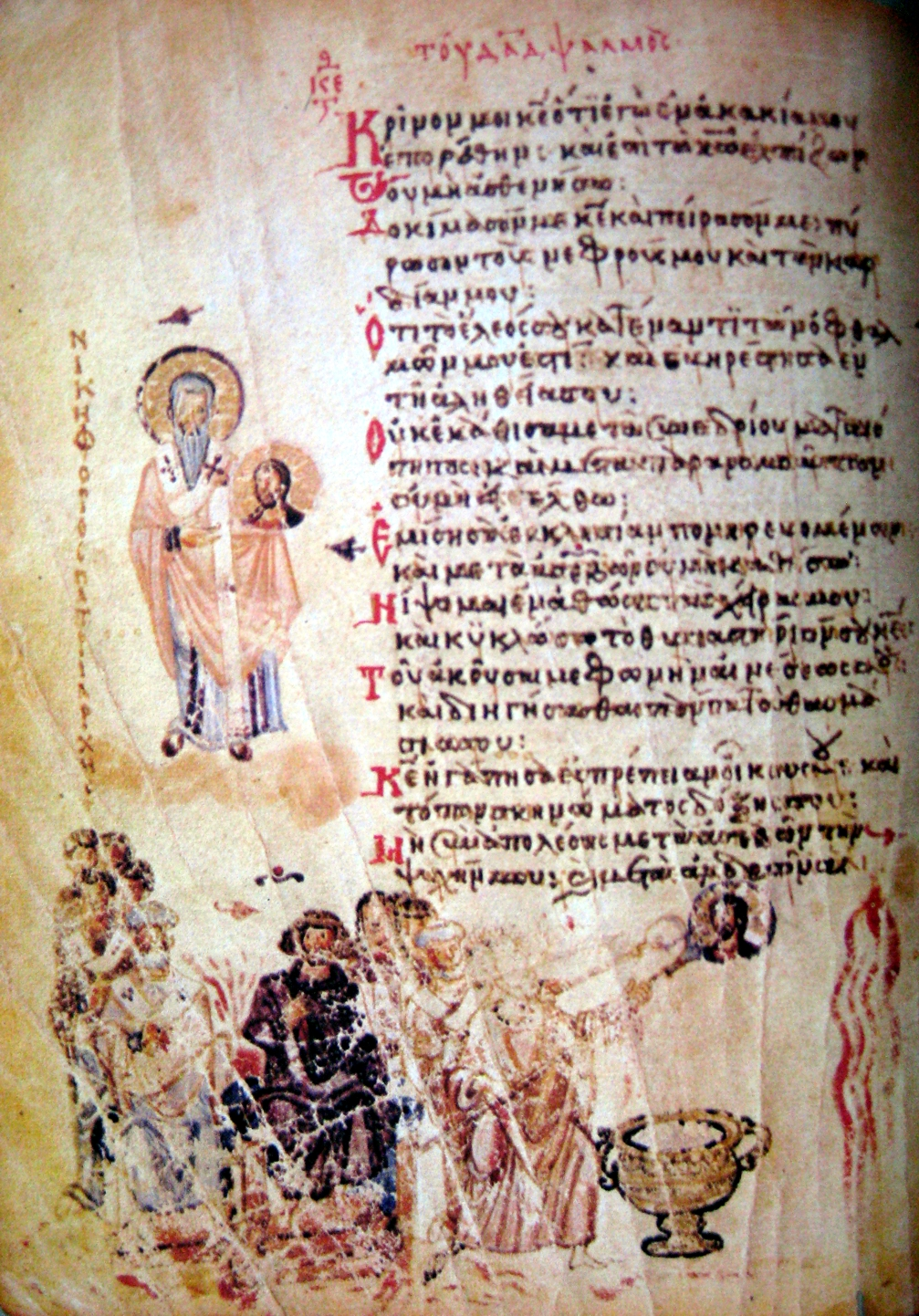
Imagem do concílio iconoclasta de 815, com o imperador e o patriarca Teódoto. Na parte de baixo, o ícone está sendo destruído pelo patriarca João VII Gramático e Antônio de Sileia.
Iluminura no Saltério de Chludov, do século IX, atualmente Museu Histórico do Estado em Moscou.

Bem no início de seu reinado, Leão V enfrentou uma nova ofensiva búlgara que chegou até as muralhas de Constantinopla e arrasou com grande parte da Trácia. Ela terminou com a morte de Crum em 13 de abril de 814 e com os conflitos internos que se seguiram. Porém, como os trinta anos que se seguiram à aprovação da veneração aos ícones no Segundo Concílio de Niceia em 787 foram, para os bizantinos, nada mais do que uma sequência de catástrofes militares, Leão resolveu então buscar inspiração nas políticas de maior sucesso da Dinastia isaura. Ele renomeou seu filho Constantino, traçando um paralelo com Leão III, o Isauro e Constantino V Coprônimo, e começou, em 814, a discutir com vários clérigos e senadores a possibilidade de reabilitar a política iconoclasta dos isauros. Este movimento encontrou forte oposição do patriarca Nicéforo, que juntou pessoalmente um grupo de bispos e abades a sua volta e os fez jurar defenderem a veneração das imagens. A disputa chegou ao ápice num debate entre os dois partidos perante o imperador no Grande Palácio no Natal de 814, no qual Teodoro e seu irmão, José de Tessalônica, estavam presentes e tomaram partido dos iconófilos.
Leão se manteve firme no seu plano para reviver o Iconoclasma e, em março de 815, o patriarca Nicéforo I foi deposto e exilado na Bitínia. Neste ponto, Teodoro permaneceu em Constantinopla e assumiu um papel de liderança na oposição aos iconoclastas. Em 25 de março, Domingo de Ramos, ele comandou seus monges a irem numa procissão através do vinhedo do mosteiro, levando os ícones sobre as cabeças para que os vizinhos pudessem vê-los sobre o muro. Esta provocação só fez provocar nova retaliação do imperador.
Um novo patriarca, Teódoto I, foi selecionado e, em abril, um sínodo se reuniu em Santa Sofia, no qual a iconoclastia foi reintroduzida como um dogma. Teodoro escreveu uma série de cartas nas quais ele convocou "todos, de perto e de longe" a se revoltarem contra a decisão deste sínodo. Não demorou muito para que ele fosse exilado, por ordem do imperador, para Metopa, uma fortaleza na margem oriental do Lago Apolônia, na Bitínia. Logo em seguida, Leão mandou remover os poemas de Teodoro do Portão Calce e os substituiu com um novo conjunto de epigramas iconoclastas.
Com Teodoro no exílio, a liderança dos estuditas foi assumida pelo abade Leôncio, que, por um tempo, adotou a posição iconoclasta e convenceu inúmeros monges a se juntarem a ele. Eventualmente, ele se arrependeu e voltou às fileiras iconódulas. A situação dos estuditas refletia uma tendência geral, com vários bispos e abades num primeiro momento tentando chegar num acordo de compromisso com os iconoclastas, mas, entre 816 e 819, renunciando esta posição, algo que pode ter algo a ver com o martírio do monge estudita Tadaio. Foi durante esta retomada do sentimento iconódulo que Teodoro começou a escrever a sua própria polêmica contra os iconoclastas, a Refutatio, se concentrando particularmente em refutar os argumentos e em criticar os méritos literários dos novos epigramas iconoclastas colocados no Chalke por Leão V.
Teodoro teve uma ampla influência durante o primeiro ano de seu exílio, primeiramente por causa de sua maciça campanha de correspondência. Por conta dela, ele foi transferido em 816 para Boneta, uma fortaleza no ainda mais remoto Tema Anatólico, de onde ele ainda assim conseguiu se manter a par dos acontecimentos na capital e manteve a sua correspondência normal. Esta atividade contínua levou o imperador a ordenar que ele fosse novamente açoitado, algo que, porém, seus captores se recusaram a fazer. Em 817, Teodoro escreveu duas cartas para o papa Pascoal I, que foram co-assinadas por diversos abades iconófilos, na primeira pedindo que ele convocasse um sínodo contra a iconoclastia. Outras cartas para o patriarca de Alexandria Cristóvão I e para o Patriarca Ortodoxo de Jerusalém, entre outros clérigos "estrangeiros", se seguiram. O imperador ordenou outra vez que Teodoro fosse açoitado e, desta vez, seu comando foi obedecido, resultando numa séria deterioração da saúde do exilado monge. Após a sua recuperação, Teodoro foi novamente transferido, desta vez para Esmirna. No início de 821, porém, Leão V foi horrivelmente assassinado no altar da Igreja de Santo Estevão, no palácio imperial. Teodoro foi libertado logo em seguida.

### Anos finais

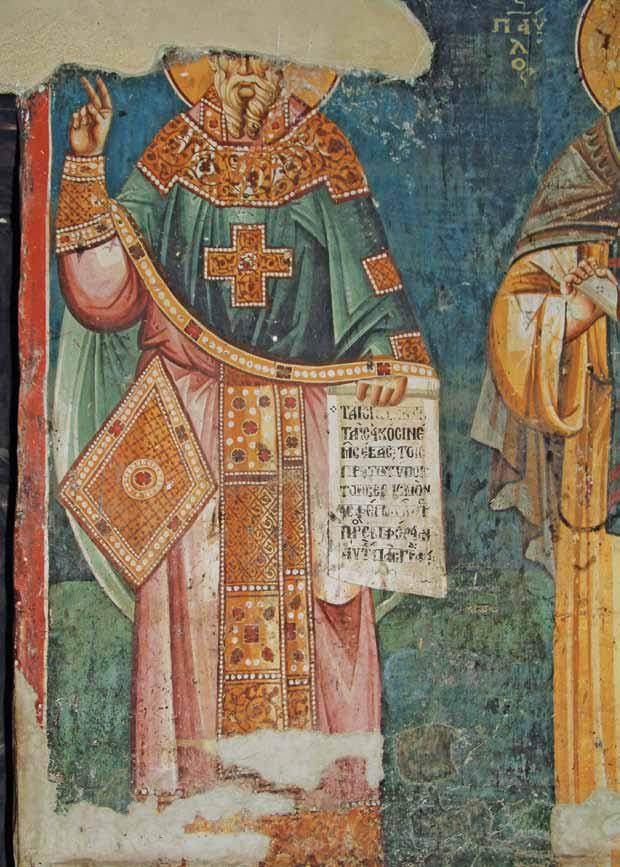
Teodoro Estudita
Afresco na Igreja da Teótoco Periblepto, em Ácrida, Macedônia.

Após a sua libertação, Teodoro retornou para Constantinopla, viajando através da região noroeste Anatólia e se encontrando com diversos monges e abades no caminho. Na época, parece que ele acreditava que o novo imperador, Miguel II, o Amoriano, iria adotar uma política pró-ícones e expressou esta esperança em duas cartas para ele. Uma audiência imperial foi então combinada para um grupo de clérigos iconódulos, incluindo Teodoro, na qual, porém, Miguel expressou sua intenção de "deixar a igreja como ele a encontrou". Os abades receberam a permissão de venerar as imagens se quisessem, desde que permanecessem fora de Constantinopla. Teodoro retornou para a Anatólia no que parece ser um exílio auto-imposto.
As atividades de Teodoro nestes anos finais são difíceis de rastrear. Ele continuou a escrever diversas cartas apoiando o uso de ícones e parece ter continuado a ser um importante líder da oposição ao iconoclasma imperial. Ele estava presente no encontro de "mais de cem" clérigos iconódulos em 823-24, que terminou numa discussão entre os estuditas e o anfitrião, um tal Joânico, o que parece demonstrar divisões internas no movimento pró-ícones. Teodoro também discursou contra o segundo casamento de Miguel II com a freira Eufrosina, uma filha de Constantino VI, ainda que de forma branda, sem a mesma paixão - e sem o mesmo efeito - da antiga "controvérsia moequiana" de seus primeiros anos.
Os anos de exílio de Teodoro, o hábito de jejuar e seus esforços excepcionais acabaram por debilitar seu corpo e, em 826, ele ficou novamente muito doente. Neste ano, ele ditou seu Testamento, uma forma de guia espiritual para os futuros abades do Mosteiro de Estúdio, para o seu discípulo Naucrácio. Ele morreu em 11 de novembro do mesmo ano, celebrando a missa, aparentemente no Mosteiro de São Trifão, no Cabo Ácritas, na Bitínia. Dezoito anos depois seus restos mortais, juntamente com os de seu irmão José de Tessalônica, foram trazidos de volta para o Mosteiro de Estúdio e enterrados ao lado dos de seu tio Platão.

## Legado

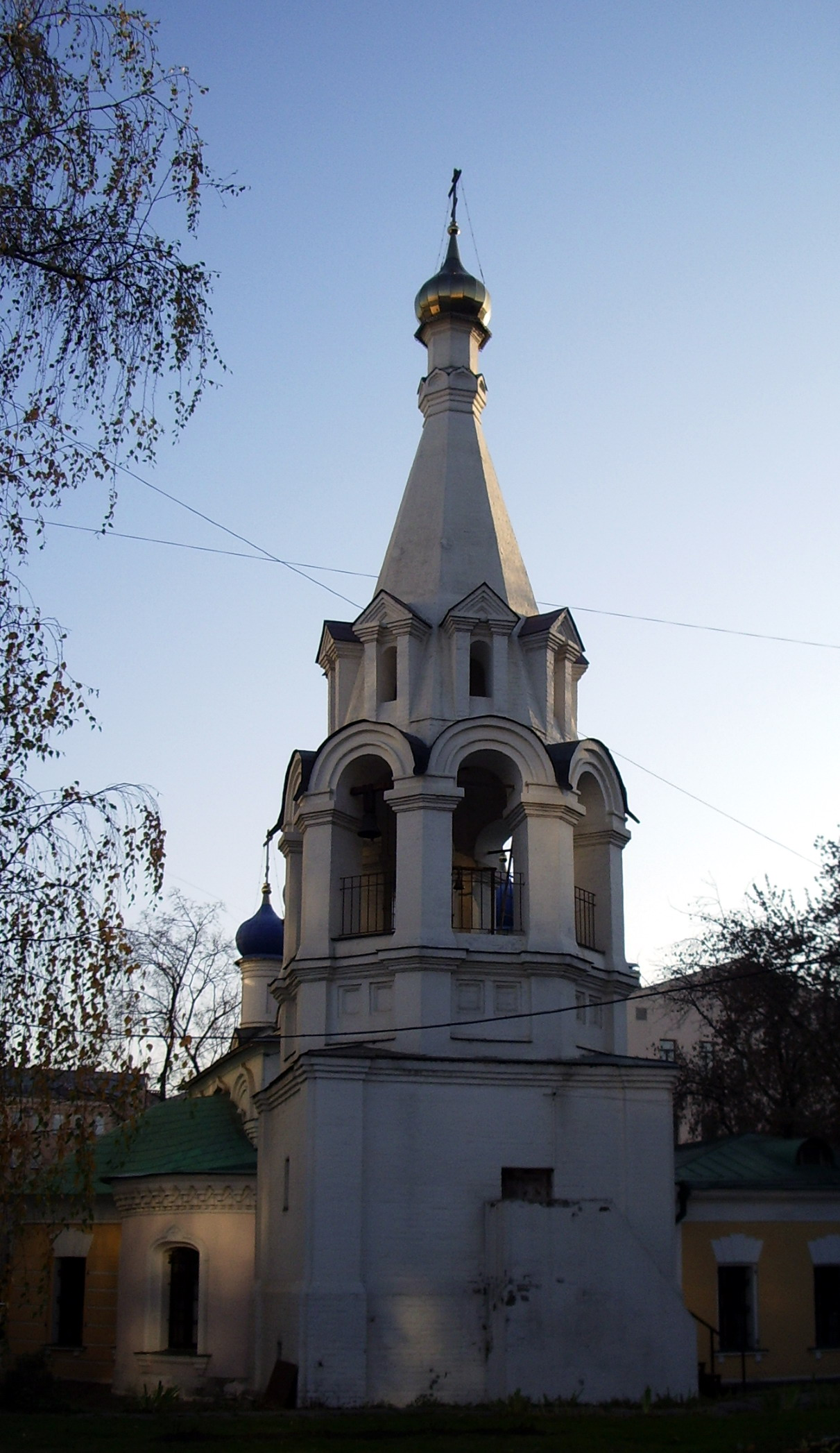
Igreja de São Teodoro Estudita, em Moscou

O renascimento do Mosteiro de Estúdio pelas mãos de Teodoro teve uma enorme influência na história posterior do monasticismo bizantino. Seu discípulo, Naucrácio, retomou o controle do mosteiro após o final do Iconoclasma em 842 e pelo resto do século IX, os abades estuditas continuaram a tradição de Teodoro de se opor à autoridade imperial e patriarcal sempre que necessário. Elementos do Testamento de Teodoro foram incorporados, verbatim, nas tipica (singular: tipicon) de alguns dos primeiros mosteiros em Monte Atos. Os mais importantes elementos de sua reforma foram a ênfase na vida cenobita (comunal), o trabalho manual e uma detalhada hierarquia administrativa.
Teodoro também reformou o Mosteiro de Estúdio para que ele se tornasse um importante centro acadêmico, em particular por causa de sua biblioteca e o scriptorium, colocando-os num patamar muito acima em comparação com outras instituições religiosas bizantinas da época, Teodoro pessoalmente foi uma figura importante no renascimento de formas literárias clássicas em Bizâncio, em particular do verso iâmbico, e suas críticas aos epigramas iconoclastas firmaram a conexão entre sua habilidade literária e sua fé ortodoxa. Após a sua morte, o Mosteiro de Estúdio continuou a ser um centro vital da hinografia e da hagiografia bizantinas, além da cópia de manuscritos.
Após o "Triunfo da Ortodoxia" (a reintrodução dos ícones) em 843, Teodoro se tornou um dos grandes heróis da oposição aos iconoclastas. Não existia ainda um processo forma de canonização em Bizâncio, mas Teodoro logo foi reconhecido como santo. No ocidente latino, uma tradição surgiu pela qual Teodoro teria reconhecido a primazia papal por conta de suas cartas ao papa Pascoal I e ele foi formalmente canonizado pela Igreja Católica, uma honra que nenhum outro iconófilo bizantino recebeu. Sua festa é comemorada em 12 de novembro.

## Obras
Teodoro foi um autor imensamente prolífico e, entre as suas mais importantes obras, estão:
- Suas cartas, que apresentam muitos detalhes pessoais de Teodoro, além de iluminarem a situação sobre diversas situações históricas. Edição com sumários em alemão por Georgios Fatouros, Theodori Studitae Epistulae (=CFHB 31) (Berlim, 1992) [dois volumes]. ISBN 3110088088.
- Seus poemas, que representam um importante estágio do renascimento do verso clássico em Bizâncio. Edição com tradução para o alemão por Paul Speck, Theodoros Studites: Jamben auf verschiedene Gegestände (=Supplementa Byzantina 1) (Berlim, 1968).
- Catequeses, duas coleções de discursos para os seus monges sobre vários assuntos relacionados à vida espiritual. A primeira coleção (a magna), ed. A. Papadopulos-Kerameus, Theodori Studitae Magna Catachesis (São Petersburgo, 1904); a segunda (a parva), ed. E. Auvray, S.P.N. et Confessoris Theodori Studitis Praepositi Parva Catachesis (Paris, 1891), tradução para o francês por Anne-Marie Mohr, Petites catéchèses (=Les Pères dans la foi 52) (Paris, 1993).
- A oração funerária para a sua mãe. Ed. e tr. St. Efthymiadis e J. M. Featherstone, "Establishing a holy lineage: Theodore the Stoudite's funerary catechism for his mother (BHG 2422)," in M. Grünbart, ed., Theatron: rhetorische Kultur in Spätantike und Mittelalter (=Millennium-Studien 13) (Berlin, 2007), pp. 13–51. ISBN 3110194767.
- A oração funerária de seu tio Platão (Theodori Studitae Oratio funebris in Platonem ejus patrem spiritualem, in Migne, Patrologia Graeca (PG) 99, pp. 803–850).
- Vários discursos polêmicos sobre a questão da veneração das imagens, principalmente Theodori praepositi Studitarum Antirrhetici adversus Iconomachos, PG 99, 327B-436A e Theodori Studitae Refutatio et subversio impiorum poematum Ioannis, Ignatii, Sergii, et Stephani, recentium christomachorum. Cf. a seleção traduzida por Catherine Roth, On the holy icons (Crestwood, 1981). ISBN 0913836761.
- Seu Testamento, ditado para o seu discípulo Naucrácio no final de sua vida: PG 99, 1813-24. Tradução para o inglês por Timothy Miller, in J. Thomas e A. C. Hero, eds., Byzantine monastic foundation documents (=Dumbarton Oaks Studies 35) (Washington, 2000), I.67-83. ISBN 0884022323; Disponível online.
- Um sermão sobre o Apóstolo Bartolomeu, ed. com tradução italiana por Giorgio di Maria in V. Giustolisi, ed., Tre laudationes bizantine in onore di San Bartolomeo apostolo (Palermo, 2004).